# Dariusz Poleszak
Dariusz Poleszak (ur. 1970) – polski aktor. 

## Życiorys
Absolwent Policealnego Studia Teatralnego przy Teatr im. Stefana Jaracza w Olsztynie z 1993 roku. W swoim dorobku artystycznym ma ponad 50 ról teatralnych, filmowych i telewizyjnych. Zagrał między innymi postać Dziennikarza w "Weselu" Stanisława Wyspiańskiego, Kordiana w "Kordianie" Juliusza Słowackiego, Zbyszka w musicalu "Dulska" na podstawie dramatu Moralność pani Dulskiej Gabrieli Zapolskiej, mistrza Fiora w "Operetce" Witolda Gombrowicza. 
Występuje również w słuchowiskach radiowych. Obecnie aktor  Teatru  Dramatycznego im.  Jerzego  Szaniawskiego w Płocku.              